# Ramal da Mina da Nogueirinha

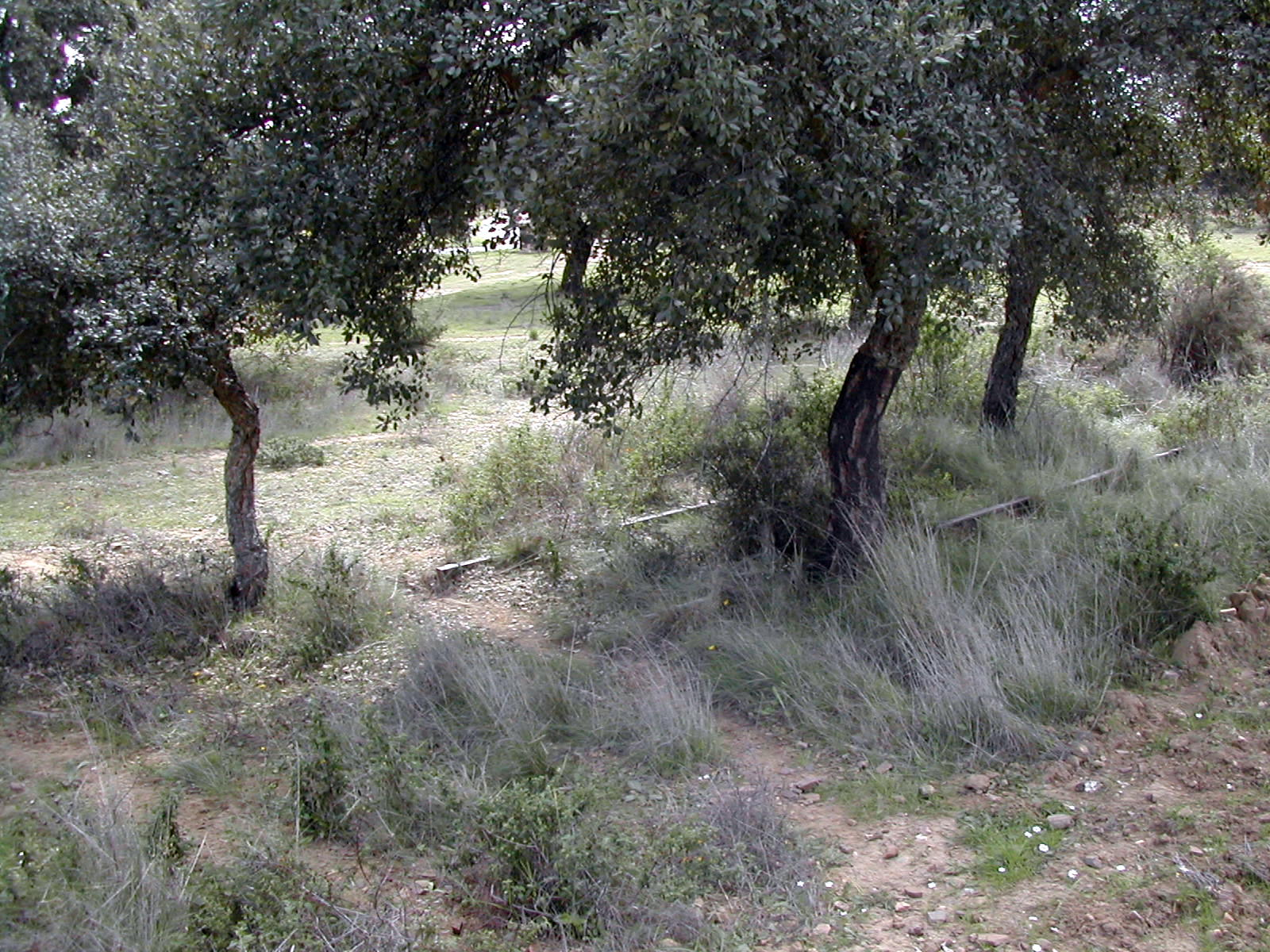
Restos da via ainda visíveis (2009).

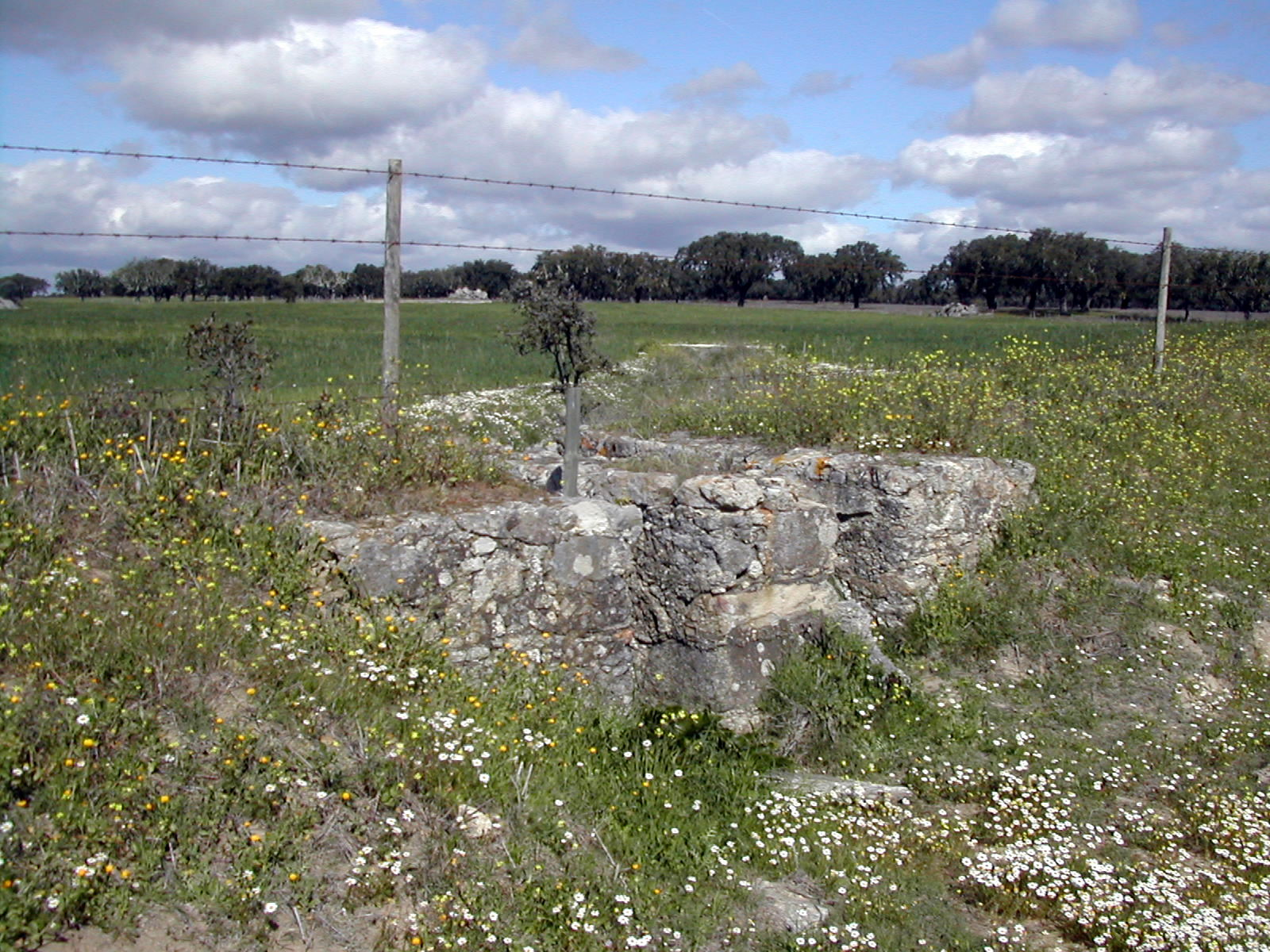
Pontão do antigo ramal ferroviário.

O Ramal da Mina da Nogueirinha era uma linha de bitola ibérica, que ligava Estação de Casa Branca (na actual Linha do Alentejo) à Mina da Nogueirinha, numa distância total de 5,2 km. As locomotivas utilizadas eram as da rede do Sul e Sueste.
No cais terminal da mina da Nogueirinha era feito o depósito e embarque do minério das concessões vizinhas. O minério era transportado para o cais do Barreiro, de onde era exportado por barco com destino à indústria siderúrgica de países como o Reino Unido ou Estados Unidos.

## História
A Linha do Alentejo foi, logo no início da sua instalação, um importante meio de escoamento do minério da Serra de Monfurado e de Santa Susana, assim como mais tarde, durante as grandes campanhas do trigo, o foi para os cereais.
Em 1867, era concessionada a primeira exploração de minério – a mina da Serra dos Monges – na Serra de Monfurado. Seguiram-se-lhe as minas da Defesa, da Sala, e da Nogueirinha e Serrinha em 1873. No mesmo ano eram concessionadas igualmente as minas das Ferrarias (Herdade da Gamela), do Castelo e de Vale de Arca. Seguiram-se-lhe, em 1903, as do Carvalhal e Casas Novas, e em 1904 a ultima das concessões na região, a mina da Serra dos Monges nº2.
Coexistiram dois tipos de lavra nas minas do Monfurado: o desmontedo minério a céu aberto formando cortas e a lavra subterrânea através de poços e galerias com chaminés. Extraído o minério, era triado por homens e mulheres à mão ou com o auxílio de marretas nas frentes de desmonte ou já nos locais de embarque. O transporte era depois feito em vagões até ao ramal do caminho-de-ferro.
A Mina da Nogueirinha era servida por um ramal de via larga, que entroncava na linha do Alentejo ao km 91, Estação de Casa Branca. Ao contrário do que se verificava na Mina dos Monges, eram as próprias locomotivas do Sul e Sueste que rebocavam os vagões até à mina. Era no cais da mina da Nogueirinha que convergiam os transportes de todas elas, sendo, ainda, o terminus do ramal de caminho de ferro, servindo aquele cais também de depósito do minério proveniente das outras concessões. O minério tinha como destino o cais do Barreiro, onde embarcava para fora do país.

## Actualidade
A linha foi levantada com o fim da exploração da mina. Actualmente apenas restam uns poucos carris no troço inicial e final, travessas e antigos pontões encobertos pela densa vegetação. São ainda visíveis, junto da mina, as ruínas das edificações do cais de embarque do minério.